# Bergesserin
Bergesserin é uma comuna francesa na região administrativa de Borgonha-Franco-Condado, no departamento Saône-et-Loire. Estende-se por uma área de 7,25 km². Em 2010 a comuna tinha 208 habitantes (densidade: 28,7 hab./km²).